# Rinspeed
Rinspeed — швейцарская компания, специализирующаяся на тюнинге и реставрации автомобилей, автомобильном дизайне и создании концепт-каров. Компания базируется в коммуне Цумикон, основана в 1977 году. С 1995 года ежегодно принимает участие в Женевском автосалоне, представляя свои новые разработки. Основной подход к автомобилестроению у компании заключается в разработке нестандартных решений, никогда прежде в этой сфере не применявшихся.

## История
Компания «Rinspeed» была основана в 1977 году инженером и предпринимателем Фрэнком Риндеркнехтом, выпускником Швейцарской высшей технической школы в Цюрихе. Изначально компания занималась тюнингом автомобилей, переоборудованием серийных автомобильных в спортивные, а также разработкой моделей, приспособленных для людей с ограниченными возможностями. Первой работой компании был тюнингованный вариант автомобиля Volkswagen Golf I Turbo, представленный на Женевском автосалоне в 1979 году. В 1995 году была представлена первая самостоятельная разработка — спорткар Rinspeed Roadster. С этого момента компания ежегодно принимает участие в Женевском автосалоне, создавая по одному новому концепту в год.
В разработке концепт-каров Rinspeed опирается на принципы экологичности (с 2001 года компания производит исключительно электромобили и гибридные автомобили), а также использования нестандартных решений: одноместные автомобили, «автомобили-трансформеры», приспособленные для возможности видоизменяться в различных ситуациях, «автомобили-амфибии» на подводных крыльях и т. д.

## Модели концепт-каров

### SpeedArt
Автомобиль, выпущенный в 1992 году, к 15-летию компании, и представлявший собой доработанный вариант Nissan 300ZX. От оригинала отличался более высокой мощностью двигателя, которая была увеличена с 283 лошадиных сил в заводском варианте до 420, а также заменёнными системами впрыска топлива и выхлопа. Автомобиль был украшен аэрографией с изображением 420 лошадей в стиле шумерской наскальной живописи. Машина была представлена на Женевском автосалоне 1992 года.

### Veleno
Автомобиль на базе Dodge Viper, выпущенный в 1993 году. В тот же год был представлен на Женевском автосалоне. От оригинального варианта отличался повышенной мощностью двигателя (550 лошадиных сил вместо 400), а также рядом решений в экстерьере и интерьере. Автомобиль был окрашен в ярко-зелёный цвет вместо заводского красного, в отделке интерьера кожа была заменена на пластик. Также внутри автомобиль был оборудован CD-чейнджером и мобильным телефоном Nokia 121.

### Cyan
Автомобиль, выпущенный в 1994 году на базе Bugatti EB110. Мощность двигателя в сравнении с оригиналом была повышена с 553 до 637 лошадиных сил, а максимальная скорость — до 350 км/ч. Также были изменены некоторые внешние элементы: решётка радиатора заменена на более мелкую, были заменены фары и наружные зеркала заднего вида. Салон автомобиля отделан традиционной для Bugatti синей кожей, приборная доска покрыта алюминиевыми панелями, разработанными австрийской фирмой Burg Design. Автомобиль был протестирован немецким автогонщиком Йохеном Массом, высоко оценившим данную модель.

### Roadster SC-R
Автомобиль, выпущенный в 1995 году, и ставший первой самостоятельной разработкой компании Rinspeed. Корпус автомобиля изготовлен из авиационного алюминия. Внешний вид машины заключает в себе дизайнерское решение, в котором классические элементы автомобилей 1960-х годов сочетаются с футуристической формой. Механические элементы автомобиля взяты из Ford Mustang. Внутри машина оборудована спортивными креслами и отделана кожей. Roadster SC-R был представлен в том же году на Женевском автосалоне.

### Yello Talbo
Двухместный спортивный автомобиль, выпущенный в 1996 году. Внешний вид автомобиля выполнен в классическом стиле и отсылает к Talbot-Lago 150 SS 1938 года; корпус окрашен в пастельно-жёлтый цвет. Yello Talbo, как и Roadster SC-R, построен на элементах Ford Mustang: V-образный двигатель мощностью 320 лошадиных сил разгоняет автомобиль до 100 км/ч за 5.5 секунды. Максимальная возможная скорость — 250 км/ч. Длина автомобиля — 4360 мм, масса — 1400 кг.

### Mono Ego
Спортивный автомобиль, выпущенный в 1997 году к 20-летию компании. Является одноместным, что отражено в его названии (Mono — от др.-греч. μόνος «один»; Ego — от лат. ego — «я»). В основу концепции автомобиля было положено сочетание внешнего вида спортивных автомобилей 1950-х-60-х годов с современными техническими возможностями. Кузов автомобиля открытый и вытянутый, колёса вынесены за пределы его объёма. Корпус выполнен из алюминия. Внешним оформлением машины занимался французский дизайнер Жан-Шарль де Кастельбажак, придавший ей цвета флага Франции. Двигатель заимствован от автомобиля Ford Mustang, и его мощность составляет 410 лошадиных сил. Масса машины — 960 кг.

### E-Go Rocket
Спортивный одноместный автомобиль, выпущенный в 1998 году. Конструкционное решение является продолжением предыдущей модели — Mono Ego: вытянутый открытый кузов из алюминия. Крылья над колёсами более широки. Масса автомобиля — 1050 кг. Корпус имеет металлический цвет, а водительское кресло обтянуто кожей и джинсовой тканью. Мощность двигателя — 410 лошадиных сил, максимальная скорость — 260 км/ч. Автомобиль оборудован мультимедийной системой с CD и радио, а также спутниковой навигацией.

### X-Trem
Двухместный автомобиль, выпущенный в 1999 году. Особенностью данной модели было наличие с задней стороны грузовой платформы с подъёмником, на которой расположено небольшое судно на воздушной подушке, позволяющее перевозить без буксира мотоциклы, гидроциклы и т. д. Кузов автомобиля — открытый; нет ни дверей, ни лобового стекла. Корпус выкрашен в ярко-жёлтый цвет. Автомобиль оборудован двигателем от Mercedes-Benz мощностью в 347 лошадиных сил, полным приводом и автоматической трансмиссией.

### Tatooo.com
Двухместный автомобиль-пикап, выпущенный в 2000 году. Внешне оформлен в стиле американских хот-родов 1950-х годов. Лобовое и боковые стёкла значительно ниже, чем у большинства современных серийных автомобилей, а двери оборудованы открывающим механизмом с дистанционным управлением. Как и предыдущая модель X-Trem, Tatooo.com оборудован расположенной сзади грузовой платформой с подъёмником X-Tra-Lift собственной разработки. Салон автомобиля отделан искусственной кожей и пластиком, имитирующим терракоту. Автомобиль оснащён 5.7-литровым двигателем мощностью 409 лошадиных сил.

### Rone
Одноместный заднеприводный спортивный автомобиль, выпущенный в 2001 году. Конструкция рассчитана для возможности использовать машину в автогонках. Кузов автомобиля — открытый, вытянутый и имеет обтекаемую конструкцию. Особенностью конструкционного решения концепт-кара являются крайне небольшая высота — 97 сантиметров, низкая посадка водителя, а также динамическая кабина, которая может наклоняться под влиянием центробежных сил при повороте на высокой скорости. У автомобиля отсутствуют зеркала заднего вида, которые заменены тремя цветными камерами, передающими изображение на жидкокристаллический экран в кабине водителя. Автомобиль оснащён V-образным четырёхцилиндровым двигателем мощностью 120 лошадиных сил. Корпус выполнен из алюминия, и общая масса автомобиля составляет всего 830 кг. Длина — 3898 мм, ширина — 1825 мм.

### Presto
Четырёхместный автомобиль, выпущенный в 2002 году. Яркой отличительной особенностью данного концепт-кара является его способность за несколько секунд изменять свою длину, трансформируясь из двухместного в четырёхместный, и наоборот. Задняя половина кузова может выдвигаться вперёд и назад подобно ящику при помощи расположенного в центре электродвигателя. В «сложенном» виде задняя площадка автомобиля может использоваться для перевозки багажа. Автомобиль оборудован двухтопливным двигателем, функционирующим за счёт смеси природного газа и дизельного топлива в соотношении 40/60, что повышает экологичность данного автомобиля.

### Bedouin
Четырёхместный автомобиль, выпущенный в 2003 году. В его конструкции во второй раз была применена способность к трансформации из двухместного в четырёхместный. Механизм трансформации аналогичен автомобилю Rinspeed Presto (раздвижка двух половин кузова при помощи электродвигателя), при этом, в отличие от Presto, у Rinspeed Bedouin закрытый кузов. В двухместном виде на месте задних сидений также расположена багажная площадка, которая при трансформации становится задней дверью (а задняя дверь — частью крыши). Внешнее и внутреннее оформление машины выполнено по образцу Porsche 996. Двигатель также позаимствован у Porsche, но при этом работает на природном газе. Его мощность составляет 420 лошадиных сил. Максимальная скорость автомобиля — 250 км/ч.

### Splash
Двухместный спортивный автомобиль, выпущенный в 2004 году. Кузов автомобиля — открытый. Наиболее яркая особенность данной модели заключается в том, что это первый выпущенный компанией Rinspeed «автомобиль-амфибия»: он способен передвигаться по поверхности воды и подниматься над ней на 60 сантиметров при помощи подводных крыльев. Именно этим объясняется название модели — англ. Splash — «всплеск» или «сенсация» (названию придаётся двусмысленность). Мощность двигателя автомобиля — 140 лошадиных сил, максимальная возможная скорость — 200 км/ч, масса — 825 кг. На воде автомобиль может подниматься на подводных крыльях при скорости от 30 км/ч, минимальная глубина для выдвижения подводных крыльев — 1.3 метра, а при недостаточной глубине автомобиль движется в глиссирующем режиме. Передвижение по воде регулируется при помощи трёхлопастного винта, который приводится в действие за счёт двигателя автомобиля.

### Chopster
Автомобиль-внедорожник, выпущенный в 2005 году. Основой для данной модели стал автомобиль Porsche Cayenne, у которого при этом был переделан кузов: крыша заменена и, в сравнении с оригиналом, понижена, убраны задние двери. Также автомобиль оборудован более мощным, чем у прототипа, двигателем: мощность его составляет 600 лошадиных сил, а максимальная скорость автомобиля — 290 км/ч, с разгоном до 100 км/ч за 5 секунд. На момент выпуска цена автомобиля составляла 325 тысяч евро.

### Senso
Трёхместный заднеприводный спортивный автомобиль с открытым кузовом, выпущенный в 2005 году. Название автомобиля происходит от англ. sense — «ощущение», и Фрэнк Риндеркнехт позиционировал данную модель как «самый внимательный к человеку автомобиль из когда-либо созданных». Отличительной особенностью автомобиля является его «чувствительность» к водителю: в машине установлены датчики, собирающие информацию о состоянии человека за рулём, — измерение пульса, наблюдение за поведением водителя при помощи камеры. Собранные сведения дают водителю рекомендации к дальнейшим действиям, а установленные в салоне ЖК-мониторы создают освещение соответствующих тонов (для стимуляции — жёлтые, для расслабления — синие, нейтральные — зелёные). Данное оборудование было создано в сотрудничестве с компаниями Bayer MaterialScience, Hewlett Packard и Sharp. Двигатель автомобиля работает на природном газе и имеет мощность 250 лошадиных сил при максимальной скорости 250 км/ч.

### zaZen
Автомобиль, выпущенный в 2006 году, и разработанный на основе Porsche 911. В сравнении с оригиналом у автомобиля капитально изменена конструкция кузова: крыша, боковые стойки и заднее стекло объединены в одну прозрачную пластмассовую панель, изготовленную компанией Bayer MaterialScience. Интерьер автомобиля выполнен в оранжевых тонах, кресла изготовлены из эластичного полимерного материала. Разработан интерьер компаниями Strähle & Hess, SC Schäfer, OesterleSLR и Sellner. Автомобиль оборудован шестицилиндровым двигателем объёмом 3,8 литра, мощностью 355 лошадиных сил и максимальной скоростью 295 км/ч с разгоном до 100 км/ч в течение 4,8 секунд. Длина автомобиля — 4435 мм, ширина — 1892 мм, высота — 1273 мм, масса — 1495 кг.

### eXasis
Двухместный спортивный автомобиль, выпущенный в 2007 году. Кузов автомобиля открытый, колёса вынесены за пределы его объёма. Особенность автомобиля — прозрачный пластмассовый корпус, делающий его «прозрачным», и открывающий вид на внутреннюю начинку автомобиля. Корпус сконструирован при участии компаний Bayer MaterialScience и Mecaplex. Пассажирские сиденья разработаны компанией Recaro и группой компаний Hightex/Sellner. Масса автомобиля — 750 кг, мощность двигателя — 150 лошадиных сил, максимальная скорость — 210 км/ч, с ускорением до 100 км/ч за 4,8 секунды.

### sQuba
Двухместный автомобиль, выпущенный в 2008 году. Является первым в мире автомобилем, способным погружаться под воду. Идея создания такого автомобиля родилась у Фрэнка Риндеркнехта благодаря британскому фильму «Шпион, который меня любил» 1977 года. sQuba является электромобилем, работающим на литий-ионных аккумуляторах. Автомобиль способен без остановки выезжать с суши на воду и затем погружаться, двигаясь под водой подобно подводной лодке. При передвижении по земле максимальная скорость составляет 120 км/ч, на поверхности воды — 6 км/ч, под водой — 3 км/ч. Открытая кабина даёт возможность пассажирам покинуть автомобиль под водой в случае крайней необходимости, при этом автомобиль оборудован системой автоматического всплытия в случае отсутствия пассажиров. На воде и под водой машина движется за счёт двух винтов под задним бампером и двум водомётам у передних колёс. Корпус и салон отделаны материалами, устойчивыми к воздействию морской воды, а пассажирские кресла выполнены из материалов с высоким коэффициентом трения для более надёжного удержания пассажиров при нахождении под водой.

### iChange
Трёхместный электромобиль, выпущенный в 2009 году. Конструктивной особенностью данной модели является отсутствие дверей. Крыша, лобовое стекло и боковые стёкла объединены в пластмассовый колпак, который откидывается кверху, обеспечивая доступ внутрь автомобиля. Внутри автомобиль оборудован информационно-развлекательной системой Harman/Kardon, навигационной системой с 3D-навигацией, обогревателями от фирмы Eberspächer. Электродвигатель разработан компанией Siemens. Максимальная скорость автомобиля — 220 км/ч. Масса — 1050 кг, длина — 4280 мм, ширина — 1800 мм, высота — 1035 мм.

### UC?
Компактный двухместный автомобиль, выпущенный в 2010 году. Разработан на основе Fiat 500. Название образовано от англ. Urban commuter — «городской пассажир», вопросительный знак добавлен для создания игры слов, при которой «UC?» звучит как You see? — «Вы видите?». Мощность двигателя автомобиля — 41 лошадиная сила, максимальная скорость — 120 км/ч. Двигатель работает на электроэнергии и питается от литий-ионных батарей производства фирмы Li-Tec Battery. Масса автомобиля — 980 кг, длина — 2,5 метра. Система управления, в которой руль заменён джойстиком, разработана компанией RAFI, а панель приборов — фирмой VDO.

### BamBoo
Автомобиль, выпущенный в 2011 году. Название происходит от англ. Bamboo — «бамбук», поскольку бамбуковые волокна использованы в отделке салона автомобиля. Прототипом стал автомобиль Citroën Méhari. Дизайн разработан американским художником Джеймсом Рицци, и, по замыслу компании, отсылает к дизайну 1970-х годов и тематике пляжного отдыха. Внутри автомобиль оснащён встроенным дисплеем для доступа в интернет, аудиосистемой и встроенным зарядным устройством для планшетного компьютера HTC. Двигатель — электрический, мощностью 72 лошадиных силы, максимальная скорость — 120 км/ч. Масса — 1090 кг.

### Dock+Go
Автомобиль, выпущенный в 2012 году. Отличительной особенностью является наличие прицепа, который интегрирован в единое целое с кузовом автомобиля и одновременно является съёмным. Прицеп может как полностью присоединяться к кузову автомобиля, так и прицепляться к нему при помощи фаркопа. Салон автомобиля оборудован акустической системой, а также оснащён 12,1-дюймовым планшетным компьютером для выполнения ряда задач в управлении автомобилем; это оборудование разработано компанией Harman. Пассажирские сиденья обиты термопокрытием разработки лаборатории Prevent Gaenslen & Volter. Специально для данной модели были разработаны 17-дюймовые шины с низким коэффициентом сопротивления качению и флуоресцентные колёсные диски.

### MicroMax
Электромобиль, выпущенный в 2013 году. По замыслу компании, данная модель сочетает в себе элементы личного и общественного автотранспорта. Конструкционной особенностью является кузов, форма которого придаёт автомобилю вид небольшого автобуса, а также создаёт больше свободного пространства внутри. Автомобиль оснащён вертикальным остеклением, раздвижной дверью по правому борту, которые дополнительно придают ему сходство с автобусом. Внутри пассажиры могут ехать в положении стоя. При этом длина автомобиля составляет только 3,7 метра. По словам Фрэнка Риндеркнехта, такое решение является «пересмотром концепции мобильности». Основная идея такой конструкции автомобиля сводится к его использованию в целях «краткосрочной аренды», когда одна машина используется несколькими попутчиками. Автомобиль оснащён доступом в интернет при помощи встроенного планшетного компьютера, давая возможность водителю публиковать сообщение о своём предстоящем маршруте и связываться с людьми, которые планируют ехать в том же направлении, не имея личного транспорта.

### XchangE
Беспилотный электромобиль XchangE выпущен в 2014 году на базе Tesla Model S. Концепт-кар был призван показать, каким может быть интерьер автономного автомобиля. Передние кресла XchangE имеют регулировки в 20 положениях. Водитель и пассажир могут развернуться во время поездки и посмотреть кино на 32-дюймовом дисплее, управление которым осуществляется при помощи жестов. Автокинотеатр дополняют 358 индивидуально управляемых светодиодов в потолке, изменяющих освещение салона и цвет крыши. Машина оснащена модулем LTE и через специальный облачный сервис узнаёт о ремонте дорог и об опасных участках. За передвижной рулевой колонкой размещён информационной дисплей шириной 1,2 метра. Прямо на колонке расположено устройство для подзавода наручных часов, созданное швейцарской часовой компанией Carl F. Bucherer. Всего в разработке принимали участие более 20 компаний, в том числе TRW, Harman и Deutsche Telekom.

### Budii
Двухместный спортивный автомобиль, выпущенный в 2015 году. Прототипом является автомобиль BMW i3. Ключевой особенностью концепта является система автономного управления, реализованная на базе информации собираемой телескопическим лазером, выдвигающимся из крыши на 70 сантиметров вверх. Создаваемую лазером 3D-картину окружающей среды дополняет камера высокого разрешения. Рулевая колонка может как складываться в режиме автопилота, так и перемещаться от водителя к пассажиру. Также машина оснащена системой для взаимодействия с другими автомобилями (V2V) и объектами дорожной инфраструктуры. Информационно-развлекательная и аудиосистема для Budii созданы компанией Harman. В задней части салона на выдвижных платформах размещена пара компактных двухколесных электрокаров со шлемами. Электродвигатель имеет 170 лошадиных сил и разгоняет автомобиль до 100 км/ч за 7,2 секунды, максимальная скорость достигает 150 км/ч. Заявленный запас хода – около 200 километров.

### Etos
Двухместный спортивный автомобиль, выпущенный в 2016 году. Прототипом является автомобиль BMW i8. Концепт-кар оборудован функцией автономного управления, информационно-развлекательной системой Harman Connected Car, которая предлагает водителю оптимальные маршруты поездки, достопримечательности, расположенные вблизи них, а также музыкальные композиции, подобранные в соответствии с изученными системой предпочтениями водителя. Также автомобиль оснащён системой E-Horizon, которая изучает направление взгляда водителя и предупреждает о препятствиях вне его поля зрения. У автомобиля есть собственный беспилотный летательный аппарат (дрон), который можно отправить вперёд на разведку дорожной обстановки, либо применять его для загрузки и разгрузки автомобиля. Дрон имеет собственную посадочную площадку на крыше автомобиля.

### Oasis
Городской электромобиль, выпущенный в 2017 году, разработанный совместно с компанией 4erC. Оборудован системой беспилотного управления, а также мультимедийной системой, способной распознавать голос. Два передних колеса снабжены раздельными блоками управления и могут поворачиваться асинхронно, что даёт автомобилю возможность разворота с минимальным использованием пространства для манёвра. Лобовое стекло оборудовано голографическим экраном, разработанным российско-швейцарской компанией WayRay. Концепция интерьера призвана напоминать интерьер жилого дома: пол выложен деревом, а под лобовым стеклом устроена ниша для комнатных растений. Rinspeed Oasis был представлен на выставке потребительской электроники в Лас-Вегасе в январе 2017 года.